# Chiesetta della Madonna di Monserrat
La chiesetta della Madonna di Monserrat è situata a Sassari all'interno del Parco di Monserrato.

## Descrizione
L’edificio dedicato alla Madonna di Monserrato si trova all’interno dell’omonimo parco alle porte della città. Nata come chiesa campestre, negli scorsi anni la chiesa è stata recuperata da un restauro che ha interessato l’affresco della cappella e ha riportato alla luce il caratteristico color rosa dell’edificio. 
L’Amministrazione comunale ha concesso l’uso della chiesa al Gremio dei Sarti, il quale ha come Patrona la Madonna di Montserrat, antico culto di derivazione spagnola portato in Sardegna durante la dominazione aragonese e di cui rimangono numerose testimonianze nella toponomastica isolana. Il gremio ha provveduto ad arredare la chiesa, commissionando un altare ligneo ed un leggio all’artigiano sassarese Gavino Ciarula, che ha realizzato le opere traendo ispirazione dal candeliere dei Sarti. Tutta l’opera si è avvalsa della consulenza artistica del dottor Francesco Ledda che ne ha curato la progettazione e le fasi di realizzazione. Nella chiesa è esposta un’icona realizzata dall’artista Salvatore Sechi, noto “De Gonare”, che raffigura la Vergine, perfetta riproduzione della statua che si venera nel santuario annesso al monastero Benedettino di Montserrat, località a circa 70 km da Barcellona.